# Midway (Florida, Gadsden megye)
Midway város az Amerikai Egyesült Államok Florida államában, Gadsden megyében. Lakosainak száma 3537 fő (2020. április 1.).

## Népesség
A település népességének változása:

| 2010 | 3 004 |
| 2020 | 3 537 |